# Trochosa lucasi
Trochosa lucasi är en spindelart som först beskrevs av Roewer 1951.  Trochosa lucasi ingår i släktet Trochosa och familjen vargspindlar.
Artens utbredningsområde är Kanarieöarna. Inga underarter finns listade i Catalogue of Life.